# Topos Tlatelolco
En México, los Topos son socorristas conformados en organizaciones benéficas de búsqueda y rescate que surgieron a partir del año 1985. Están integradas por voluntarios que son capacitados para acudir en la atención de desastres naturales de carácter nacional e internacional. Cada brigada es independiente de las otras y cada una usa un color distinto en sus uniformes para su fácil identificación.
La Brigada de Rescate Topos Tlaltelolco, A. C. (overol o playera color rojo y pantalón cargo azul marino) surgió a partir del terremoto de 1985. Otras brigadas de rescate son asociaciones civiles como la Brigada Internacional de Rescate Azteca (BIRTA) que usan overol color naranja, Rescate Internacional (naranja con negro), Brigada 19 de Septiembre, entre otras asociaciones.

## Historia

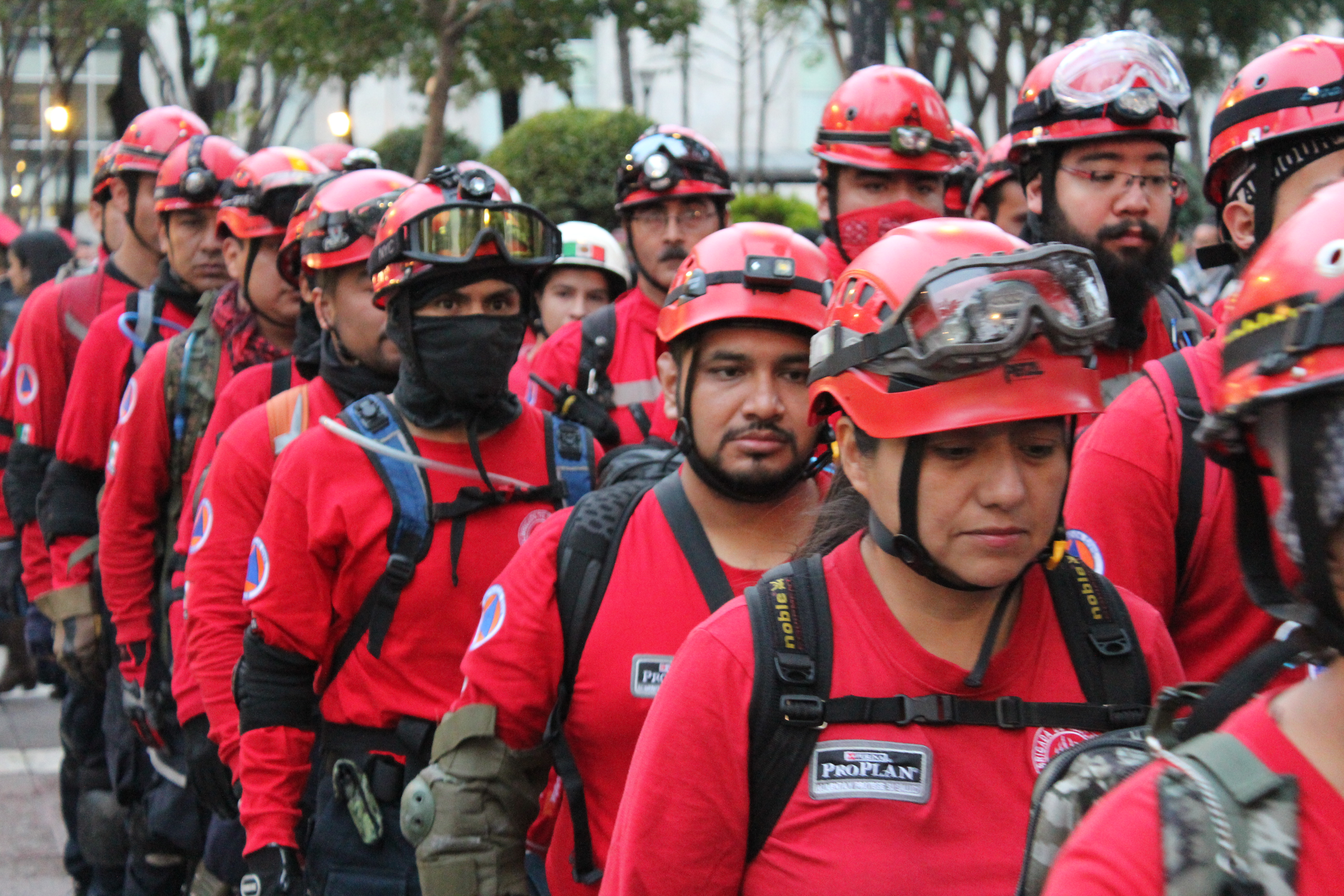
Topos Tlaltelolco, en la conmemoración de 30 años del terremoto de México de 1985.

El 19 de septiembre de 1985, el terremoto de la Ciudad de México registró una magnitud de 8.1 en la escala Richter, lo cual sorprendió a la población, que iniciaba a esas horas sus labores diarias.
A raíz de este evento, surgió un grupo de rescate que por iniciativa propia empezaría las labores de ayuda a las personas afectadas. Este grupo sería llamado por la prensa como Los Topos o Los Topos de Tlatelolco, y así fue reconocido en 1985. Posteriormente, por problemas internos, deciden separarse los principales fundadores de los Topos, y cada uno crea su propia asociación. Todas tienen un mismo fin, y es el ayudar a las personas en situaciones de desastre.

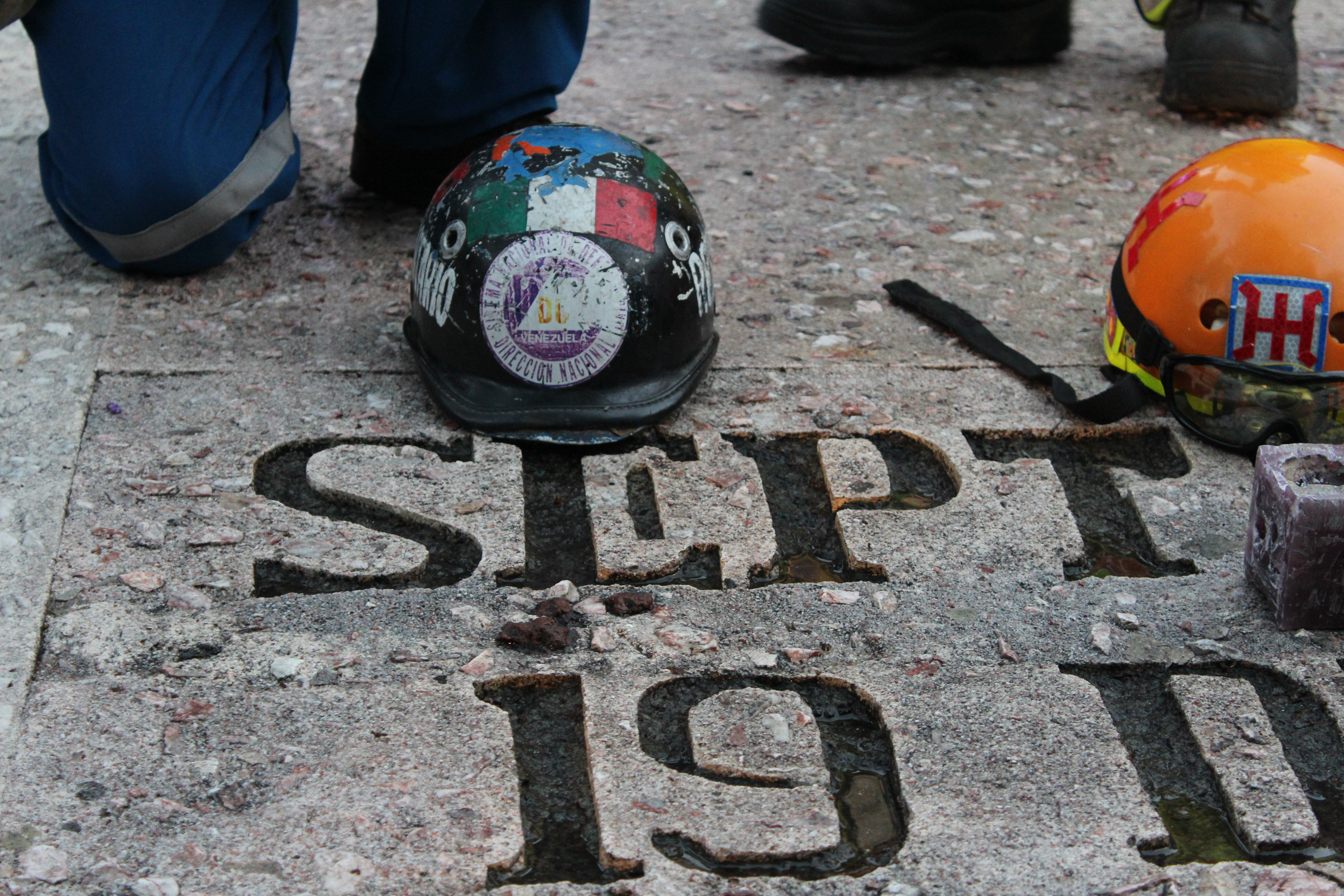
Conmemoración de los 30 años luctuosos del terremoto de México de 1985

## Capacitación
Su equipamiento consta de equipo ligero de respuesta inmediata, principalmente utilizan cuerdas, picos, palas, martillos, hachas, sierras eléctricas, camillas, material médico y además perros de búsqueda que ayudan a localizar personas vivas. Los perros que utilizan tienen un entrenamiento especial y constante, tienen certificaciones INSARAG y USAR para entrar a zonas de desastre en el rescate de personas y recuperación de cadáveres.

## Controversias
Existen diversos grupos sin preparación especializada o cursos actualizados en técnicas de rescate que han usado el nombre de Topos irresponsablemente y de forma mediática en diversas ocasiones para solicitar donaciones a su nombre, dañando la imagen de la organizaciones.
También se menciona que durante las actividades de rescate en Nueva York por el atentado del 11 de septiembre de 2001, la Brigada Internacional de Rescate Azteca llegó a ser desalojada del área e inclusive encarcelados algunos de los miembros de la organización. En Perú en el 2011 se comentó que usaban videntes para la localización y el rescate de los cuerpo, de lo cual desmintieron esta información. Hay algunas brigadas de rescate que solicitan donaciones, pero otras no. En 1985, se produce una división entre la gente que colaboró en los rescates, por lo cual entre ellos han tenido diferencias y desencuentros; esto ha provocado que exista confusión entre brigadas y muchas notas de prensa contienen información que confunde a los fundadores de cada brigada. Por eso el color de cada uno es su sello distintivo.